# Ramous
Pour les articles homonymes, voir Ramous (homonymie).
Ramous est une commune française située dans le département des Pyrénées-Atlantiques, en région Nouvelle-Aquitaine.
Le gentilé est Ramousien.

## Géographie

### Localisation
La commune de Ramous se trouve dans le département des Pyrénées-Atlantiques, en région Nouvelle-Aquitaine.
Elle se situe à 64 km par la route de Pau, préfecture du département, et à 13 km d'Orthez, bureau centralisateur du canton d'Orthez et Terres des Gaves et du Sel dont dépend la commune depuis 2015 pour les élections départementales. 
La commune fait en outre partie du bassin de vie de Salies-de-Béarn.
Les communes les plus proches sont : 
Puyoô (1,5 km), Bellocq (1,7 km), Bérenx (3,7 km), Ossages (4,3 km), Baigts-de-Béarn (4,7 km), Salles-Mongiscard (5,4 km), Lahontan (5,9 km), Salies-de-Béarn (6,0 km).
Sur le plan historique et culturel, Ramous fait partie de la province du Béarn, qui fut également un État et qui présente une unité historique et culturelle à laquelle s’oppose une diversité frappante de paysages au relief tourmenté.

### Communes limitrophes
Les communes limitrophes sont  Baigts-de-Béarn, Bellocq, Bérenx, Ossages et Puyoô.
|         | Ossages (Landes) |                 |
| Puyoô   | Ramous           | Baigts-de-Béarn |
| Bellocq | Bérenx           |                 |

### Hydrographie

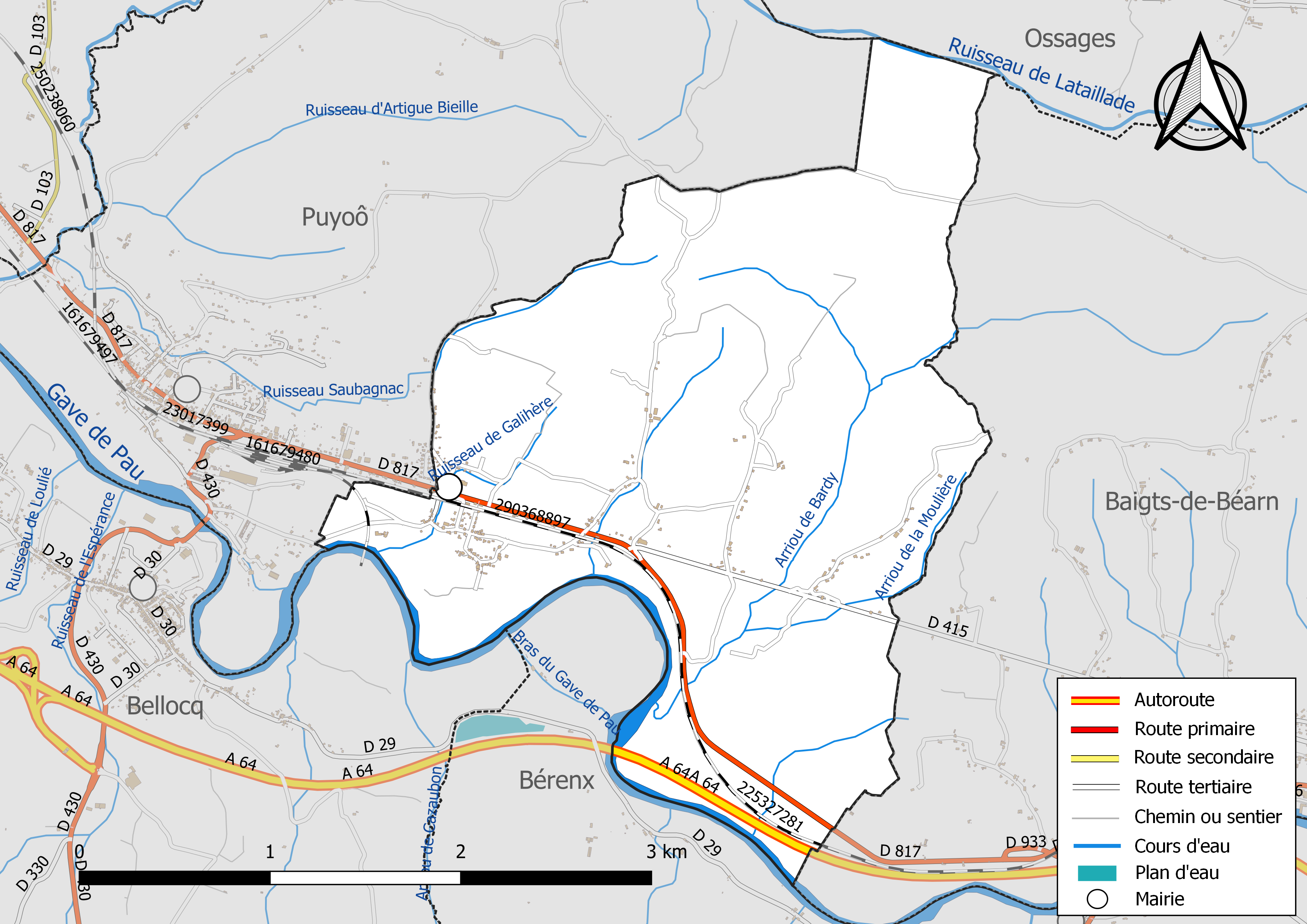
Réseaux hydrographique et routier de Ramous.

La commune est drainée par le gave de Pau, le Lataillade, l’Arriou de Bardy, l’Arriou de Cazaubon, l’Arriou de la Moulière, un bras du gave de Pau, le ruisseau de Galihère, le ruisseau Saubagnac, et par divers petits cours d'eau, constituant un réseau hydrographique de 15 km de longueur totale,.
Le gave de Pau, d'une longueur totale de 192,8 km, prend sa source dans la commune de Gavarnie-Gèdre et s'écoule du sud-est vers le nord-ouest. Il traverse la commune et se jette dans l'Adour à Saint-Laurent-de-Gosse, après avoir traversé 88 communes.
Le Lataillade, d'une longueur totale de 13,7 km, prend sa source dans la commune de Saint-Boès et s'écoule d'est en ouest. Il traverse la commune et se jette dans le gave de Pau à Puyoô, après avoir traversé 7 communes.

### Climat
Pour des articles plus généraux, voir Climat de la Nouvelle-Aquitaine et Climat des Pyrénées-Atlantiques.
Historiquement, la commune est exposée à un micro climat océanique basque.  
En 2020, Météo-France publie une typologie des climats de la France métropolitaine dans laquelle la commune est dans une zone de transition entre le climat océanique et le climat de montagne et est dans la région climatique Pyrénées atlantiques, caractérisée par une pluviométrie élevée (>1 200 mm/an) en toutes saisons, des hivers très doux (7,5 °C en plaine) et des vents faibles.
Pour la période 1971-2000, la température annuelle moyenne est de 13,7 °C, avec une amplitude thermique annuelle de 14,1 °C. Le cumul annuel moyen de précipitations est de 1 230 mm, avec 11,9 jours de précipitations en janvier et 7,9 jours en juillet. Pour la période 1991-2020, la température moyenne annuelle observée sur la station météorologique la plus proche, située sur la commune d'Orthez à 11 km à vol d'oiseau, est de 14,1 °C et le cumul annuel moyen de précipitations est de 1 211,5 mm,. Pour l'avenir, les paramètres climatiques de la commune estimés pour 2050 selon différents scénarios d’émission de gaz à effet de serre sont consultables sur un site dédié publié par Météo-France en novembre 2022.

### Milieux naturels et biodiversité

#### Réseau Natura 2000
Le réseau Natura 2000 est un réseau écologique européen de sites naturels d'intérêt écologique élaboré à partir des Directives « Habitats » et « Oiseaux », constitué de zones spéciales de conservation (ZSC) et de zones de protection spéciale (ZPS).
Un site Natura 2000 a été défini sur la commune au titre de la « directive Habitats » : le « gave de Pau », d'une superficie de 8 194 ha, un vaste réseau hydrographique avec un système de saligues encore vivace,.

## Urbanisme

### Typologie
Au 1er janvier 2024, Ramous est catégorisée bourg rural, selon la nouvelle grille communale de densité à sept niveaux définie par l'Insee en 2022.
Elle appartient à l'unité urbaine de Puyoô, une agglomération intra-départementale regroupant trois  communes, dont elle est une commune de la banlieue,,. Par ailleurs la commune fait partie de l'aire d'attraction d'Orthez, dont elle est une commune de la couronne,. Cette aire, qui regroupe 26 communes, est catégorisée dans les aires de moins de 50 000 habitants,.

### Occupation des sols

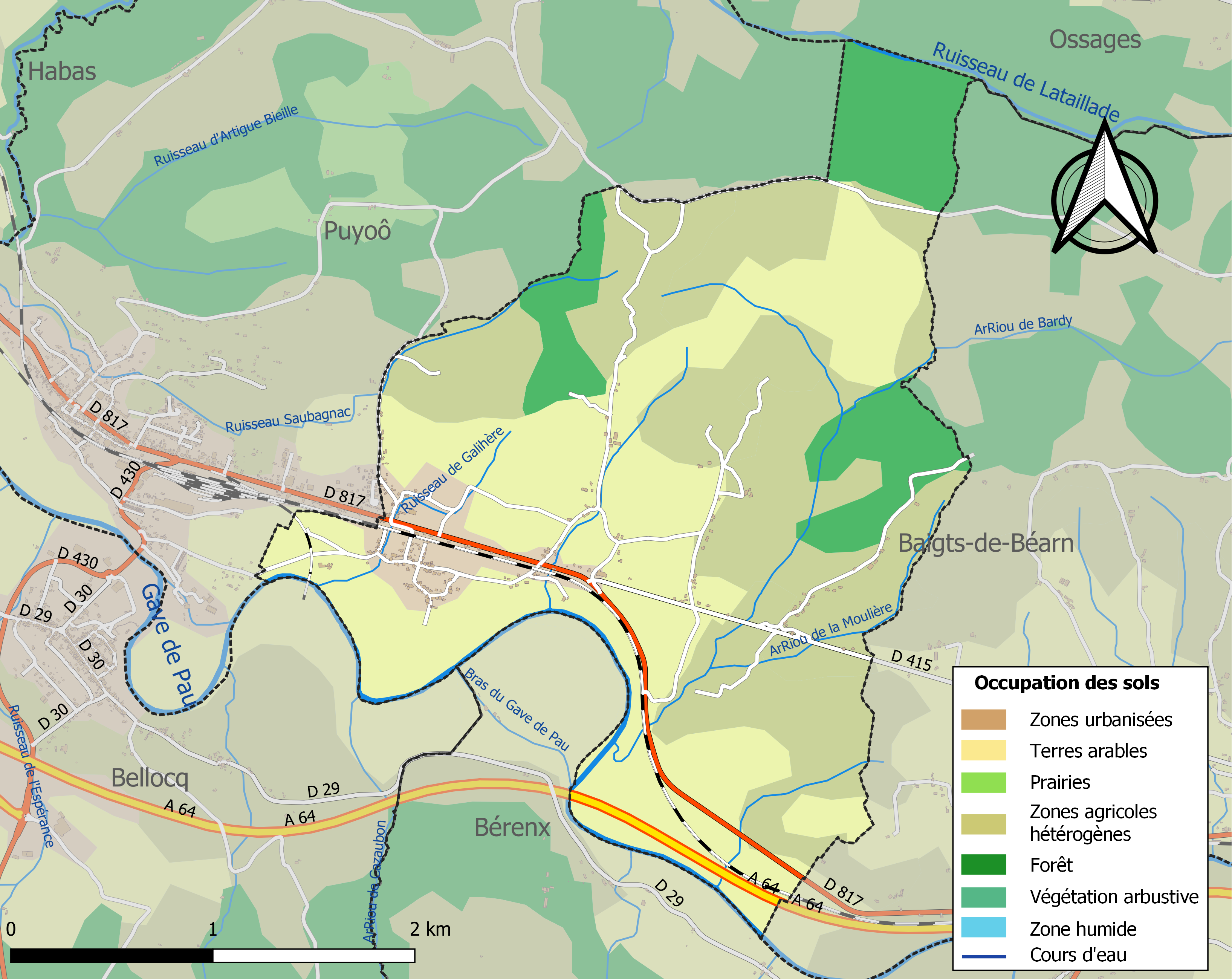
Carte des infrastructures et de l'occupation des sols de la commune en 2018 (CLC).

L'occupation des sols de la commune, telle qu'elle ressort de la base de données européenne d’occupation biophysique des sols Corine Land Cover (CLC), est marquée par l'importance des territoires agricoles (81,9 % en 2018), en diminution par rapport à 1990 (82,8 %). La répartition détaillée en 2018 est la suivante : 
terres arables (42,3 %), zones agricoles hétérogènes (39,6 %), forêts (13 %), zones urbanisées (5,1 %). L'évolution de l’occupation des sols de la commune et de ses infrastructures peut être observée sur les différentes représentations cartographiques du territoire : la carte de Cassini (XVIIIe siècle), la carte d'état-major (1820-1866) et les cartes ou photos aériennes de l'IGN pour la période actuelle (1950 à aujourd'hui).

### Lieux-dits et hameaux
- Cout d'Apos ;
- Vialler ;
- Village.

### Risques majeurs
Le territoire de la commune de Ramous est vulnérable à différents aléas naturels : météorologiques (tempête, orage, neige, grand froid, canicule ou sécheresse), inondations et séisme (sismicité modérée). Il est également exposé à un risque technologique,  le transport de matières dangereuses. Un site publié par le BRGM permet d'évaluer simplement et rapidement les risques d'un bien localisé soit par son adresse soit par le numéro de sa parcelle.

#### Risques naturels
Certaines parties du territoire communal sont susceptibles d’être affectées par le risque d’inondation par une crue à  débordement lent de cours d'eau, notamment le gave de Pau et le ruisseau de Lataillade. La commune a été reconnue en état de catastrophe naturelle au titre des dommages causés par les inondations et coulées de boue survenues en 1982, 1983, 2009, 2013, 2014 et 2018,.

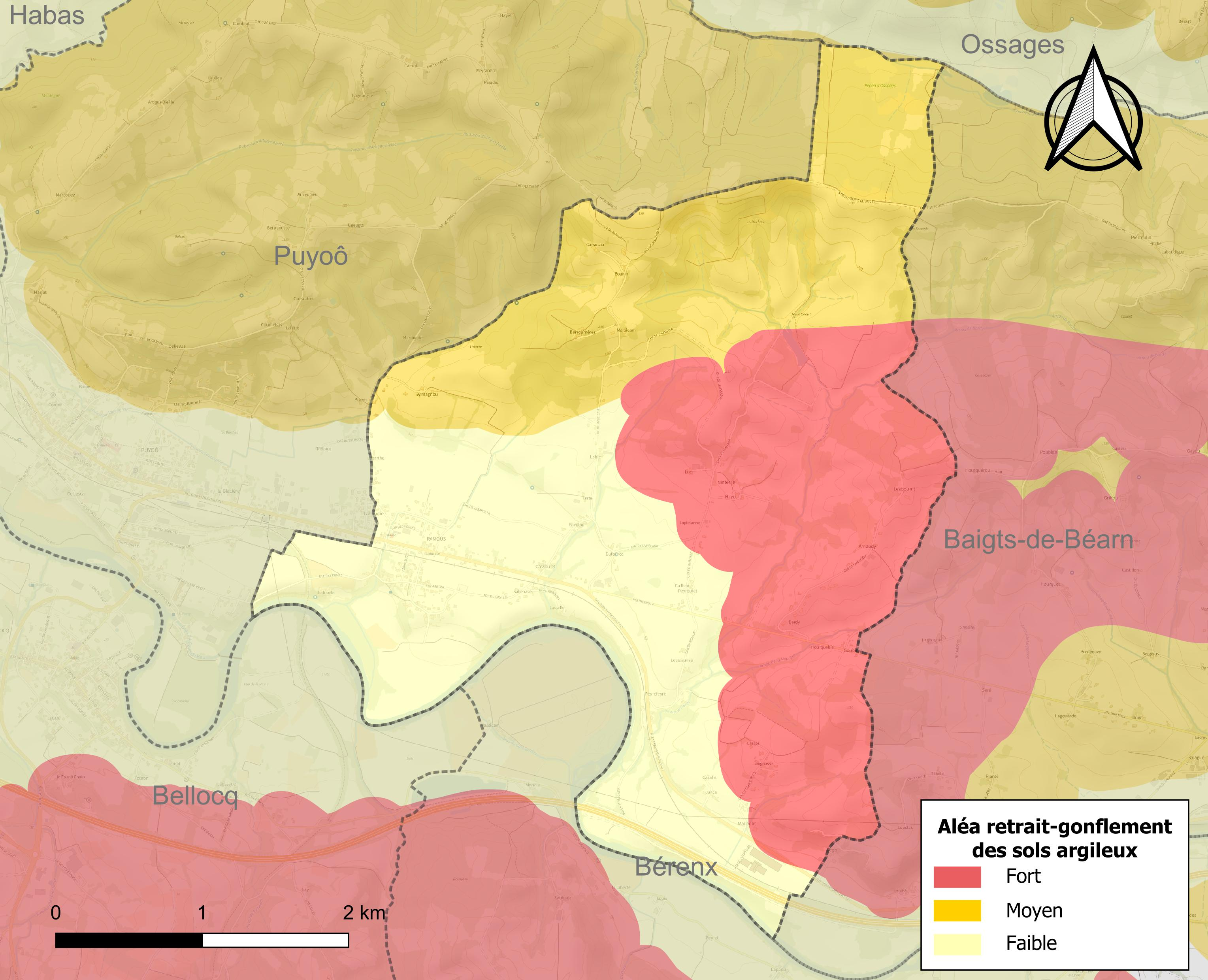
Carte des zones d'aléa retrait-gonflement des sols argileux de Ramous.

Le retrait-gonflement des sols argileux est susceptible d'engendrer des dommages importants aux bâtiments en cas d’alternance de périodes de sécheresse et de pluie. 63,1 % de la superficie communale est en aléa moyen ou fort (59 % au niveau départemental et 48,5 % au niveau national). Depuis le 1er octobre 2020, en application de la loi ELAN, différentes contraintes s'imposent aux vendeurs, maîtres d'ouvrages ou constructeurs de biens situés dans une zone classée en aléa moyen ou fort,.
Concernant les mouvements de terrains, la commune a été reconnue en état de catastrophe naturelle au titre des dommages causés par la sécheresse en 1989 et 2003 et par des mouvements de terrain en 1983 et 2013.

## Toponymie
Le toponyme Ramous apparaît sous les formes Sanctus-Anianus de Ramons (Xe siècle, cartulaire de Sorde), Arramos (Xe siècle, collection Duchesne volume CXIV), Aramos (1385, censier de Béarn), Arramoos (vers 1405, notaires de Navarrenx), Aramoos (1546, réformation de Béarn) et Arremos (1582, aliénations du diocèse de Dax).
Il vient du latin ramus 'branche, feuillage' et le suffixe locatif -osum, ce qui donne la signification « lieu feuillu, ombragé ».
Son nom béarnais est Ramós ou Ramous.

## Histoire
En 1385, Ramous dépendait du bailliage de Rivière-Gave, nom d'un archiprêtré du diocèse de Dax qui tirait son nom du gave de Pau. On y comptait 37 feux.

## Politique et administration
Le 1er janvier 1973 les communes de Puyoô, Bellocq et Ramous sont fusionnées. La nouvelle commune prend le nom de Puyoô-Bellocq-Ramous. Elles redeviennent indépendantes le 1er janvier 1984.
| Période                                  | Période    | Identité               | Étiquette | Qualité |
| ---------------------------------------- | ---------- | ---------------------- | --------- | ------- |
| 1995                                     | 2008       | Bernard-Emile Maubayou |           |         |
| 2008                                     | 2014       | Thierry Gascouat       |           |         |
| 2014                                     | 2020       | Marie-Thérèse Lavielle |           |         |
| 2020                                     | avril 2024 | Marc Perez             |           |         |
| Juin 2024                                | En cours   | Jérôme Laborie         |           |         |
| Les données manquantes sont à compléter. |            |                        |           |         |

### Intercommunalité
La commune fait partie de cinq structures intercommunales :
- la communauté de communes de Lacq-Orthez ;
- le syndicat d'assainissement de Puyoô - Bellocq - Ramous ;
- le syndicat d'énergie des Pyrénées-Atlantiques ;
- le syndicat intercommunal d'alimentation en eau potable du Saleys et des gaves ;
- le syndicat intercommunal de défense contre les inondations du gave de Pau.

## Population et société

### Démographie
L'évolution du nombre d'habitants est connue à travers les recensements de la population effectués dans la commune depuis 1793. Pour les communes de moins de 10 000 habitants, une enquête de recensement portant sur toute la population est réalisée tous les cinq ans, les populations de référence des années intermédiaires étant quant à elles estimées par interpolation ou extrapolation. Pour la commune, le premier recensement exhaustif entrant dans le cadre du nouveau dispositif a été réalisé en 2004.

En 2022, la commune comptait 484 habitants, en évolution de −4,35 % par rapport à 2016 (Pyrénées-Atlantiques : +3,78 %, France hors Mayotte : +2,11 %).
| 1793 | 1800 | 1806 | 1821 | 1831 | 1836 | 1841 | 1846 | 1851 |
| ---- | ---- | ---- | ---- | ---- | ---- | ---- | ---- | ---- |
| 483  | 493  | 521  | 559  | 594  | 600  | 613  | 630  | 601  |

| 1856 | 1861 | 1866 | 1872 | 1876 | 1881 | 1886 | 1891 | 1896 |
| ---- | ---- | ---- | ---- | ---- | ---- | ---- | ---- | ---- |
| 559  | 533  | 494  | 485  | 493  | 511  | 524  | 458  | 438  |

| 1901 | 1906 | 1911 | 1921 | 1926 | 1931 | 1936 | 1946 | 1954 |
| ---- | ---- | ---- | ---- | ---- | ---- | ---- | ---- | ---- |
| 468  | 457  | 508  | 453  | 441  | 401  | 409  | 382  | 379  |

| 1962 | 1968 | 1990 | 1999 | 2004 | 2006 | 2009 | 2014 | 2019 |
| ---- | ---- | ---- | ---- | ---- | ---- | ---- | ---- | ---- |
| 395  | 378  | 387  | 392  | 411  | 445  | 466  | 503  | 494  |

| 2022 | - | - | - | - | - | - | - | - |
| ---- | - | - | - | - | - | - | - | - |
| 484  | - | - | - | - | - | - | - | - |

Lors des recensements de 1975 et 1982 Ramous était fusionnée avec les communes de Bellocq et Puyoô, ce qui explique l'absence de chiffre de population.

## Économie
L'activité est tournée essentiellement vers l'agriculture (élevage, polyculture, viticulture).
La commune fait partie de la zone d'appellation d'origine contrôlée (AOC) du Béarn.

## Culture locale et patrimoine

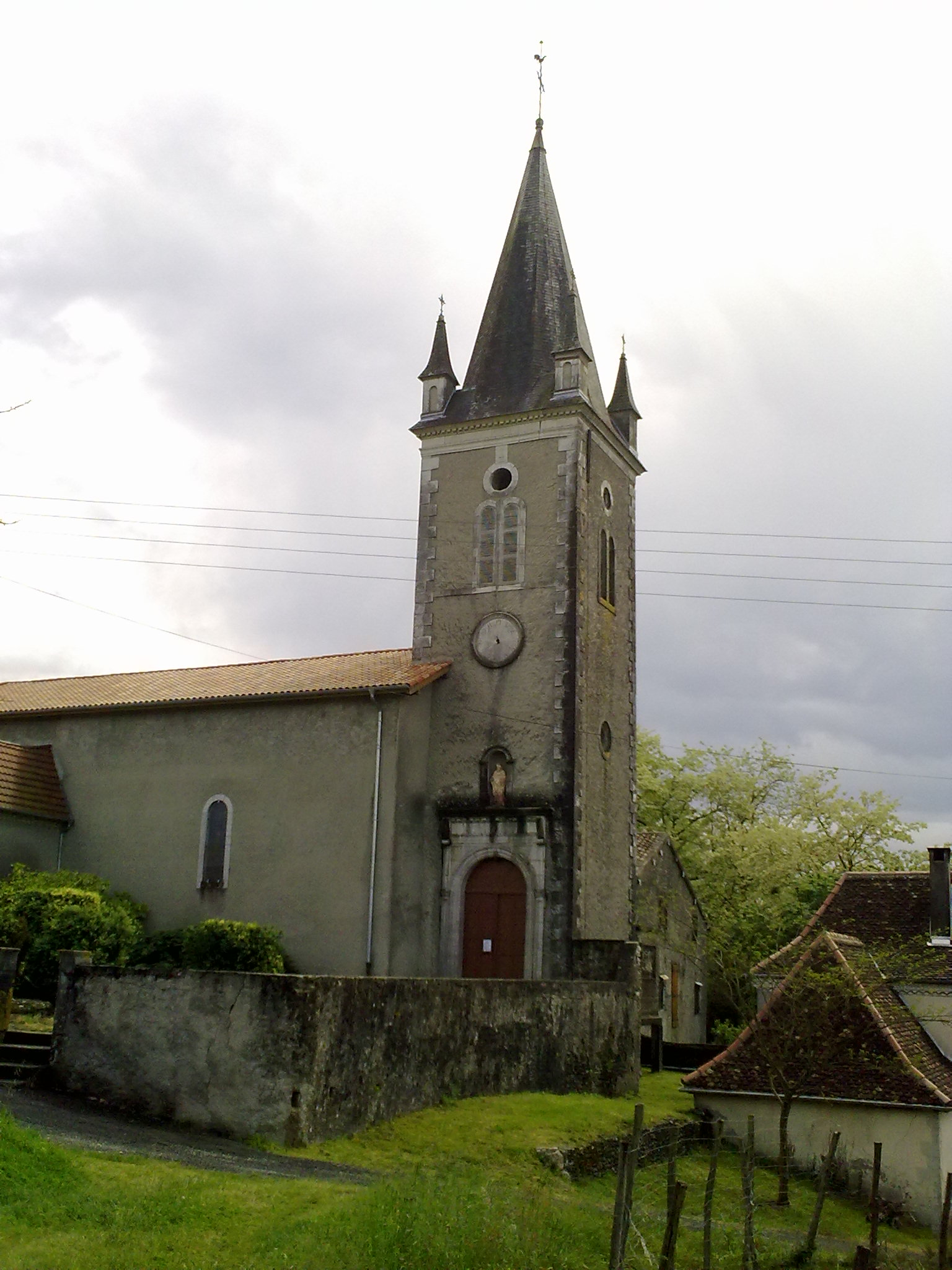
L'église Saint-Aignan.

La fête communale a lieu le premier week-end de septembre.

### Patrimoine religieux
Église paroissiale Saint-Aignan.

## Équipements
Sport et équipements sportifs
Ramous possède un club de basket, le Ramous Baigts Basket.
Éducation
La commune dispose d'une école primaire.